# ویتالی ماسول
ویتالی آندریویچ ماسول (به اوکراینی: Віталій Андрійович Масол)‏ (زاده ۱۴ نوامبر ۱۹۲۸ – درگذشته ۲۱ سپتامبر ۲۰۱۸) یک سیاست‌مدار اهل اوکراین بود. وی از ۱۶ ژوئن ۱۹۹۴ تا ۶ مارس ۱۹۹۵ نخست‌وزیر اوکراین بود. ویتالی ماسول در ۲۱ سپتامبر ۲۰۱۸، در سن ۸۹ سالگی درگذشت.